# Bâgé-le-Châtel
Bâgé-le-Châtel – miejscowość i gmina we Francji, w regionie Owernia-Rodan-Alpy, w departamencie Ain.

## Demografia
Według danych na styczeń 2012 r. gminę zamieszkiwało 890 osób, a gęstość zaludnienia wynosiła 1011,4 osób/km².

Populacja Bâgé-le-Châtel w latach 1962–2008